# 飞行员与侦查员联合章
飞行员与侦查员联合章（德語：Flugzeugführer- und Beobachterabzeichen）是一种纳粹德国空军在第二次世界大战中颁发的徽章，奖给同时获得了飞行员勋章与侦查员章的人员。它由黄銅、铝和锌做成，另外还有一种镶嵌有钻石并由黄金打造的版本。